# TuS Bremerhaven 93
TuS Bremerhaven 93 – niemiecki klub piłkarski z siedzibą w mieście Bremerhaven, w kraju związkowym Brema, działający w latach 1893–1977 (1 lipca 1977 roku sekcja piłkarska przeszła do klubu OSC Bremerhaven).

## Historia
Klub został założony 7 sierpnia 1893 jako TuS Bremerhaven 93. W 1943 zmienił nazwę na KSG Bremerhaven
W 1945 został rozwiązany i nowo założony jako TuS Bremerhaven 93. 1 lipca 1977 połączył się z OSC Bremerhaven.

## Sukcesy
- 15 sezonów w Oberlidze Nord (1. poziom): 1948/49-1962/63.
- 11 sezonów w Regionallidze Nord (2. poziom): 1963/64-1973/74.
- 3 sezony w Amateur-Oberliga Nord (3. poziom): 1974/75-1976/77.
- Amateur-Oberliga Nord (3. poziom): 1977 (mistrz) – awans do 2. Bundesligi 1977/1978.